# Palaquium
Palaquium Blanco, 1837 è un genere di alberi della famiglia delle Sapotacee, particolarmente importante per il lattice prodotto da alcune specie, la guttaperca, affine al caucciù, nonché per il legname, che viene commercializzato con il nome di nyatoh (nome usato anche per altri generi affini).

## Descrizione
Il genere comprende alberi sempreverdi dotati di lattice.
Le foglie sono grandi, in genere alterne, intere, lunghe 8–25 cm. La pagina inferiore è generalmente glauca o tendente al giallo.
I fiori, solitari o raccolti in infiorescenze, hanno un calice per lo più di sei sepali e una corolla di 4-6 petali.
Il frutto è una bacca contenente da uno a quattro semi.

## Distribuzione e habitat
Il genere è diffuso nelle regioni tropicali dell'Asia sud-orientale (subcontinente indiano, Indocina e Indonesia) e dell'Oceania (Nuova Guinea, Australia settentrionale). Il limite settentrionale è rappresentato dall'isola di Taiwan e il limite orientale dalle Isole Salomone.

## Tassonomia
Il genere comprende le seguenti specie:
- Palaquium abundantiflorum H.J.Lam
- Palaquium amboinense Burck
- Palaquium annamense Lecomte
- Palaquium barnesii Merr.
- Palaquium bataanense Merr.
- Palaquium beccarianum (Pierre) P.Royen
- Palaquium bintuluense Chantar.
- Palaquium bourdillonii Brandis
- Palaquium brassii H.J.Lam
- Palaquium burckii H.J.Lam
- Palaquium calophyllum (Teijsm. & Binn.) Pierre ex Burck
- Palaquium canaliculatum (Thwaites) Engl.
- Palaquium clarkeanum King & Gamble
- Palaquium cochleariifolium P.Royen
- Palaquium confertum H.J.Lam
- Palaquium crassifolium Pierre ex Dubard
- Palaquium cryptocariifolium P.Royen
- Palaquium cuprifolium Elmer
- Palaquium dasyphyllum Pierre ex Dubard
- Palaquium decurrens H.J.Lam
- Palaquium densivenium K.Krause
- Palaquium dubardii Elmer
- Palaquium edenii Pierre ex Dubard
- Palaquium elegans Griffoen & H.J.Lam
- Palaquium ellipticum (Dalzell) Baill.
- Palaquium elliptilimbum Merr.
- Palaquium elongatum Merr.
- Palaquium eriocalyx H.J.Lam
- Palaquium erythrospermum H.J.Lam
- Palaquium ferrugineum Pierre ex Dubard
- Palaquium fidjiense Pierre ex Dubard
- Palaquium firmum C.T.White
- Palaquium formosanum Hayata
- Palaquium foxworthyi Merr.
- Palaquium galactoxylum (F.Muell.) H.J.Lam
- Palaquium garrettii H.R.Fletcher
- Palaquium gigantifolium Merr.
- Palaquium glabrifolium Merr.
- Palaquium glabrum Merr.
- Palaquium globosum H.J.Lam
- Palaquium grande (Thwaites) Engl.
- Palaquium gutta (Hook.) Baill.
- Palaquium hansenii Chantar.
- Palaquium herveyi King & Gamble
- Palaquium heterosepalum Merr.
- Palaquium hexandrum (Griff.) Baill.
- Palaquium hinmolpedda P.Royen
- Palaquium hispidum H.J.Lam
- Palaquium hornei (Hartog ex Baker) Dubard
- Palaquium impressinervium Ng
- Palaquium karrak Kaneh.
- Palaquium kinabaluense P.Royen
- Palaquium laevifolium (Thwaites) Engl.
- Palaquium lanceolatum Blanco
- Palaquium leiocarpum Boerl.
- Palaquium lisophyllum Pierre ex Dubard
- Palaquium lobbianum Burck
- Palaquium loheri Merr.
- Palaquium luzoniense (Fern.-Vill.) Vidal
- Palaquium macrocarpum Burck
- Palaquium maingayi (C.B.Clarke) Engl.
- Palaquium majas H.J.Lam
- Palaquium maliliense P.Royen
- Palaquium masuui P.Royen
- Palaquium merrillii Dubard
- Palaquium microphyllum King & Gamble
- Palaquium mindanaense Merr.
- Palaquium montanum Elmer
- Palaquium morobense P.Royen
- Palaquium multiflorum Pierre ex Dubard
- Palaquium neoebudicum Guillaumin
- Palaquium njatoh Burck
- Palaquium obovatum (Griff.) Engl.
- Palaquium obtusifolium Burck
- Palaquium oleosum Burck
- Palaquium ottolanderi Koord. & Valeton
- Palaquium oxleyanum Pierre
- Palaquium pauciflorum (Thwaites) Engl.
- Palaquium petiolare (Thwaites) Engl.
- Palaquium philippense (Perr.) C.B.Rob.
- Palaquium pierrei Burck
- Palaquium pinnatinervium Elmer
- Palaquium polyandrum C.B.Rob.
- Palaquium polyanthum (Wall. ex G.Don) Baill.
- Palaquium porphyreum A.C.Sm. & S.P.Darwin
- Palaquium pseudocalophyllum H.J.Lam
- Palaquium pseudocuneatum H.J.Lam
- Palaquium pseudorostratum H.J.Lam
- Palaquium quercifolium (de Vriese) Burck
- Palaquium ravii Sasidh. & Vink
- Palaquium regina-m iumNg
- Palaquium ridleyi King & Gamble
- Palaquium rigidum Pierre ex Dubard
- Palaquium rioense H.J.Lam
- Palaquium rivulare H.J.Lam
- Palaquium rostratum (Miq.) Burck
- Palaquium rubiginosum (Thwaites) Engl.
- Palaquium rufolanigerum  P.Royen
- Palaquium sambasense Pierre ex Dubard
- Palaquium semaram H.J.Lam
- Palaquium sericeum H.J.Lam
- Palaquium simun P.Royen
- Palaquium sorsogonense Elmer ex H.J.Lam
- Palaquium stehlinii Christoph.
- Palaquium stellatum King & Gamble
- Palaquium stipulare Pierre ex Dubard
- Palaquium sukoei C.E.C.Fisch.
- Palaquium sumatranum Burck
- Palaquium supfianum Schltr.
- Palaquium tenuifolium K.Krause
- Palaquium tenuipetiolatum Merr.
- Palaquium thwaitesii Trimen
- Palaquium tjipetirense H.J.Lam
- Palaquium vexillatum P.Royen
- Palaquium vidalii Pierre ex Dubard
- Palaquium vitilevuense Gilly ex P.Royen
- Palaquium walsurifolium Pierre ex Dubard
- Palaquium warburgianum Schltr. ex K.Krause
- Palaquium xanthochymum (de Vriese) Pierre ex Burck
- Palaquium zeylanicum Verdc.